# Bernhard Baier
Bernhard Baier (n. 12 august 1912, Hannover, Reich-ul German – d. 26 aprilie 2003, Hannover, Germania) a fost un înotător ce a reprezentat Germania, medaliat olimpic. A participat la 1 ediție a Jocurilor Olimpice (1936) în care a câștigat 1 medalie de argint.

## Participări
Lista de mai jos prezintă principalele competiții la care a participat Bernhard Baier de-a lungul carierei.
- Jocurile Olimpice de vară din 1936